# Mikel Merino
Mikel Merino Zazón (španělská výslovnost: [mikel meɾino]; * 22. června 1996, Pamplona) je španělský profesionální fotbalista, který hraje jako fotbalový záložník za Arsenal FC a národní tým Španělska.

## Klubová kariéra

### Osasuna
Svou kariéru začal v CD Amigó, později se přesunul do CA Osasuny. Svůj seniorský debut si odbyl v „B“ týmu v sezóně 2013/14 v Tercera División.
23. srpna 2014 Merino debutoval za A-tým, proti FC Barceloně „B“ v Segunda División. Svůj první gól v A-týmu vstřelil 21. prosince proti UD Las Palmas. 

### Borussia Dortmund
15. února 2016 Merino podepsal pětiletou smlouvu s Borussií Dortmund, která vstoupila v platnost 1. července tohoto roku. Jeho debut v Bundeslize se odehrál 14. října proti berlínskému klubu Hertha BSC. S Borusií vyhrál DFB-Pokal.

### Newcastle United

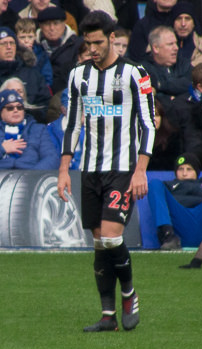

V červenci 2017 se Merino připojil k Newcastlu United na jednosezónní hostování. Dne 13. října podepsal pětiletou smlouvu.
Merino za klub odehrál 25 soutěžních zápasů. Připsal si gól a asistenci.

### Real Sociedad
12. července 2018 podepsal pětiletou smlouvu s Realem Sociedad. První zápas odehrál 18. srpna proti Villarrealu a první gól vstřelil 21. září proti SD Huesce.
V březnu 2020 poprvé nasadil kapitánskou pásku. V červenci prodloužil smlouvu do roku 2025.
3. dubna 2021 vyhrál s Sociedadem Copa del Rey.

### Arsenal FC
V roce 2024 Merino podepsal s Arsenal FC. Z důvodu vysoké marodky týmu byl nucen hrát na pozici hrotového útočníka, kde ale předváděl skvělé výkony. Ve své první sezóně za Arsenal FC pomohl týmu postoupit, po třetí v historii klubu, do semifinále Ligy mistrů.

## Reprezentační kariéra
Merino debutoval za seniorskou reprezentaci v roce 2020.
S reprezentací vyhrál Ligu národů UEFA 2023, za mládežnické reprezentace vyhrál Mistrovství Evropy ve fotbale do 21 let 2017 a Mistrovství Evropy ve fotbale hráčů do 19 let 2015. 
Byl povolán na Mistrovství Evropy ve fotbale 2024. Na EURU nastoupil ve všech zápasech, kdy střídal ve druhých poločasech. Ve 119. minutě proti Německu vstřelil gól, který rozhodl o postupu Španělska do semifinále.

## Osobní život
Merinův otec Ángel byl fotbalistou Osasuny, kterou po konci své kariéry také trénoval.